# Wrotków (Lublin)
Wrotków – dawniej podlubelska wieś (do 1954), potem gmina, następnie jedno z lubelskich osiedli, a od 23 lutego 2006 dzielnica Lublina o charakterze mieszkalnym, przemysłowym i turystycznym.

## Położenie i administracja

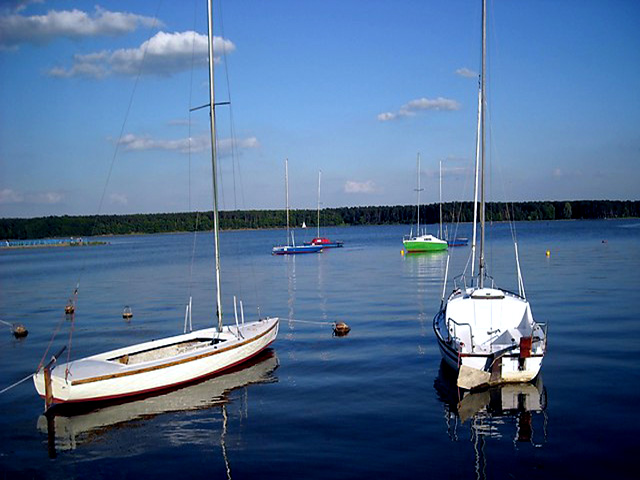
Widok na Zalew Zemborzycki od strony ul. Żeglarskiej

Wrotków znajduje się w południowej części Lublina w bezpośrednim sąsiedztwie Zalewu Zemborzyckiego i lasu Dąbrowa (na południu) oraz Bystrzycy (na zachodzie). Bystrzyca tworzy granicę Wrotkowa z Majdanem Wrotkowskim, który w 2006 został oddzielony od Wrotkowa i przyłączony do Zemborzyc. Wschodnia i północna część Wrotkowa to głównie tereny przemysłowe. W granicach administracyjnych znajdują się m.in. ulice: Diamentowa, Nałkowskich, Wrotkowska i Zemborzycka (fragment).
Granice administracyjne określa statut dzielnicy uchwalony 19 lutego 2009. Granice Wrotkowa tworzą: od północy tory PKP, od wschodu ul. Smoluchowskiego – ul. Zemborzycka – ul. Zemborzycką w kierunku ul. Świętochowskiego – ul. Świętochowskiego, od południa ul. Żeglarska, a od zachodu Bystrzyca.
Powierzchnia dzielnicy wynosi 4,49 km². Według stanu na 30 czerwca 2018 na pobyt stały na Wrotkowie były zarejestrowane 14 952 osoby.
Organy administracji samorządowej we Wrotkowie reprezentuje Rada Dzielnicy Wrotków, jednostka pomocnicza Rady Miasta Lublin. Rada i Zarząd Dzielnicy Wrotków ma swoją siedzibę przy ul. Nałkowskich 108. Przewodnicząca Rady Dzielnicy Wrotków: Monika Sugier. Przewodnicząca Zarządu Dzielnicy Wrotków: Katarzyna Jałowiec.

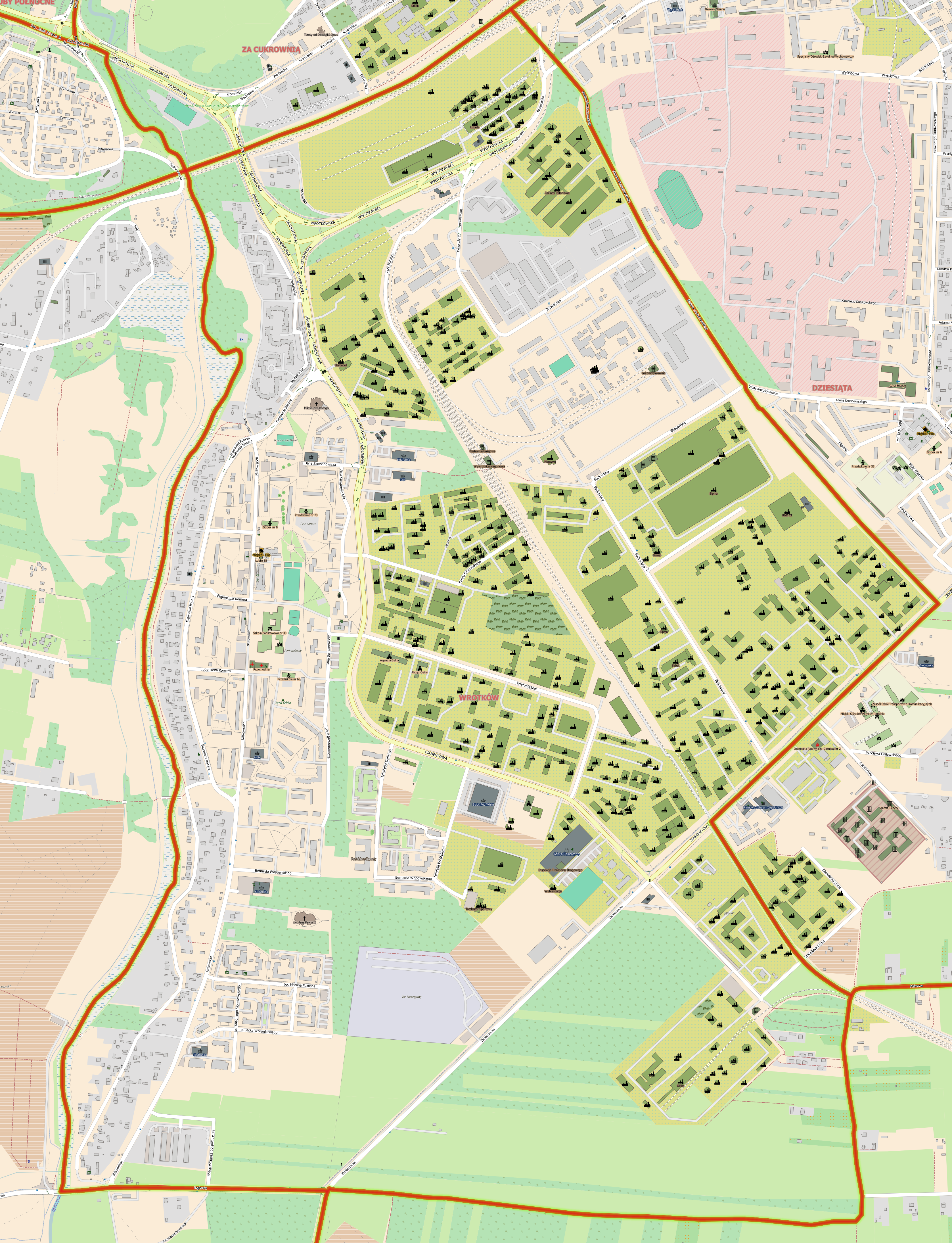
Plan dzielnicy

## Historia

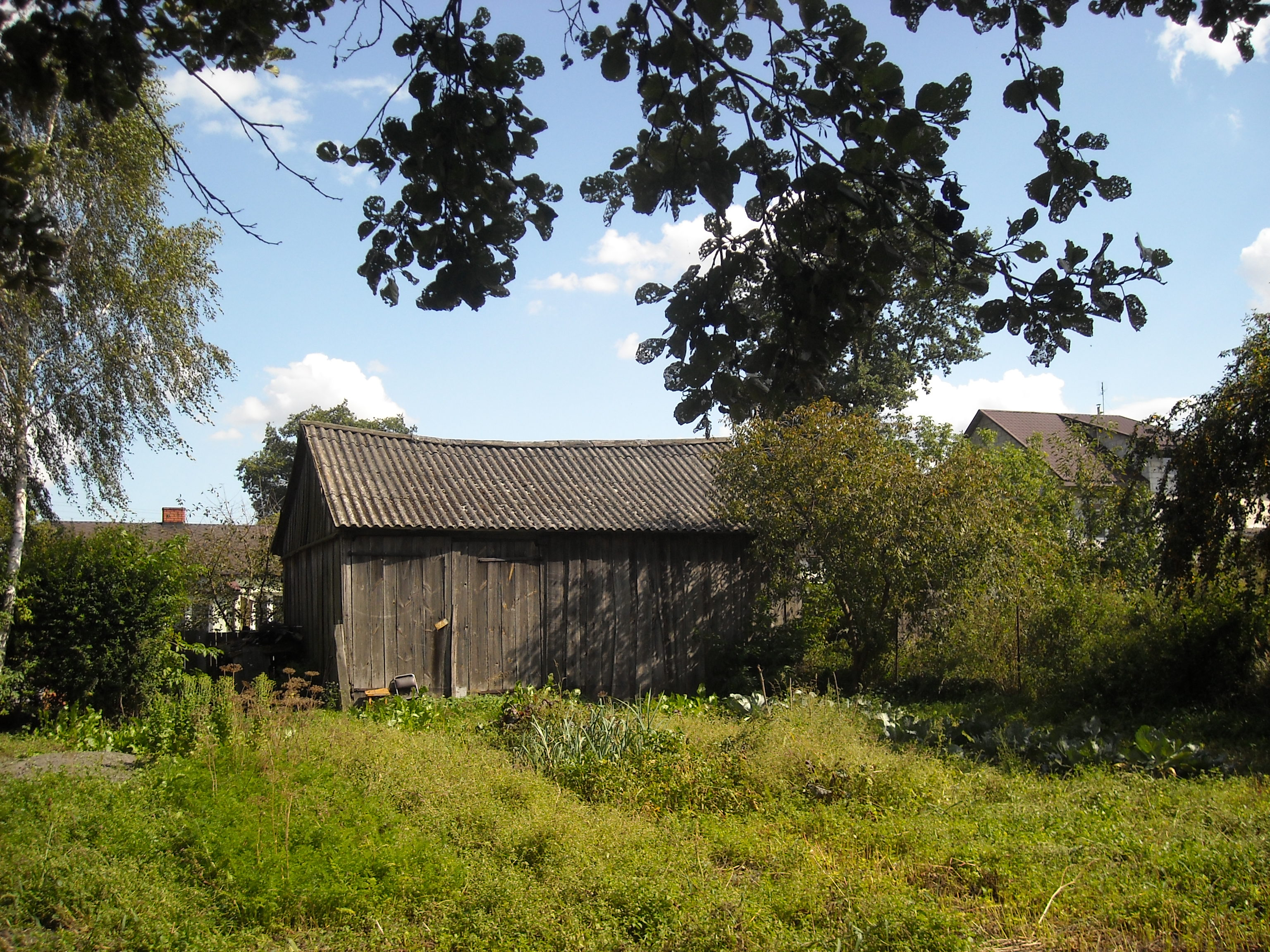
Pozostałości po wsi Wrotków nad Bystrzycą

### Podlubelska wieś (XV – XIX w.)
Podlubelska wieś Wrotków, której nazwa wywodzi się zapewne od jej właściciela o imieniu Wrocisław, występuje w aktach po raz pierwszy w końcu XV w.
Wieś rozwijała się na prawym brzegu Bystrzycy, wzdłuż nadrzecznej drogi, prowadzącej od Zemborzyc i lasu Stary Gaj do miasta. Częściowo również rozwijała się na terenach obecnego Osiedla Nałkowskich.
Pozostałości po wsi Wrotków (stare szopy drewniane i ruiny innych zabudowań gospodarczych) można znaleźć wśród nowszych zabudowań mieszkalnych nieopodal Bystrzycy, a w wypisach z kronik Szkoły Podstawowej nr 30 w Lublinie (której historia sięga drugiej połowy XIX w.) można wyczytać m.in.:

Szkołę powszechną we wsi Wrotków otwarto w styczniu 1866 r. Szkoła nie miała swojego oddzielnego budynku, mieściła się w jednym pokoju, wynajmowanym przez społeczność miejscowości u jednego z gospodarzy.
W czasie przeglądu szkoły 5–17 stycznia zaobserwowano, że w jednym pomieszczeniu uczy się ponad 20 dzieci obojga płci. Nie ma żadnych mebli szkolnych, dzieci uczą się stojąc. Nauczycielce udzielono wskazówek, jak uczyć dzieci metodą poglądową i jak powinna prowadzić „gospodarstwo szkolne”.
W tym celu wydano nauczycielce księgę do wpisywania kwot dochodów i wydatków sum zbieranych na utrzymanie szkoły. W tej sprawie pouczono też wójta gminy, ławnika, sołtysa i pisarza gminnego.

### Podlubelska gmina (do połowy XX w.)
W wypisach z kronik szkolnych dawnej szkoły podstawowej we Wrotkowie znajdują się również inne szczątkowe informacje związane z historią dzielnicy:
- w 1902 r. szkoła istniała już jako wrotkowska gminna jednoczasowa szkoła początkowa;
- w dniu 1 września 1939 r. w budynku szkolnym w gminie Wrotków (w którym od 2005 r. ma siedzibę Środowiskowy Dom Samopomocy) odbyła się mobilizacja;
- 24 września 1939 r. do Wrotkowa przybyły wojska niemieckie;
- w kwietniu 1941 r. budynek szkolny został zajęty na kwatery dla wojska;
- 22 lipca 1944 r. do Wrotkowa weszły wojska radzieckie[10].

### W granicach Lublina (po II wojnie światowej)
Rozrost administracyjnych granic Lublina nastąpił po II wojnie światowej.
W 1955 r. szkoła wrotkowska otrzymała numer 30, bowiem w latach 1955–1959 status miejski rozciągnięto na tereny przeznaczone pod planowaną nową zabudowę, zyskując przestrzeń pod obiekty przemysłowe, komunalne i mieszkaniowe. I tak w granicach Lublina znalazł się m.in. Wrotków i Majdan Wrotkowski.
Południowe i zachodnie obszary wsi Wrotków zostały włączone do miasta Lublin w 1961 r., bowiem realizowano tu nową dzielnicę przemysłowo-składową, w której powstały nowe ulice: Diamentowa, Energetyków, Przy Bocznicy, Budowlana, łączące rejony Wrotkowa północnego i ul. Nowy Świat z ul. Zemborzycką.
Słowo dzielnica w odniesieniu do Wrotkowa pada w cytowanych już powyżej wypisach z kronik szkolnych, tym razem z lat 1962–1963:

Szkoła pracowała pod kierunkiem pana Henryka Szymańskiego. Po uruchomieniu w Bożym Darze stacji przekaźnikowej dla szkoły kupiono telewizor marki „Klejnot”.

Pomiędzy rejonem przemysłowo-składowym i wsią Wrotków w latach 1974–1980 wybudowano osiedle mieszkaniowe im. Wacława i Zofii Nałkowskich (ul. Nałkowskich, ul. Samsonowicza, ul. Romera), a z czasem zaczęły powstawać nowe ulice (m.in.: ul. Medalionów, ul. Fulmana, ul. Domeyki i nowe osiedla (Osiedle „Łąkowa”, Osiedle „Słoneczny Dom”, „Osiedle Zielone”).
Do 23 lutego 2006 r. Wrotków był i osiedlem i dzielnicą Lublina zarazem: jako osiedle kojarzono go głównie z Osiedlem Nałkowskich, na terenie którego swoją siedzibę miała Rada Osiedla „Wrotków” (obecnie Rada Dzielnicy Wrotków), a jako dzielnica figurował na mapach miasta.
Granicę wschodnią Wrotkowa tworzyły wtedy tereny dawnego tzw. obozu południowego na Dziesiątej, od północy obejmował m.in. obszary przemysłu wzdłuż ul. Krochmalnej i łąki za cukrownią aż po Park Ludowy, a od zachodu Majdan Wrotkowski i tereny rolne graniczące ze Starym Gajem.

## Osiedla mieszkaniowe

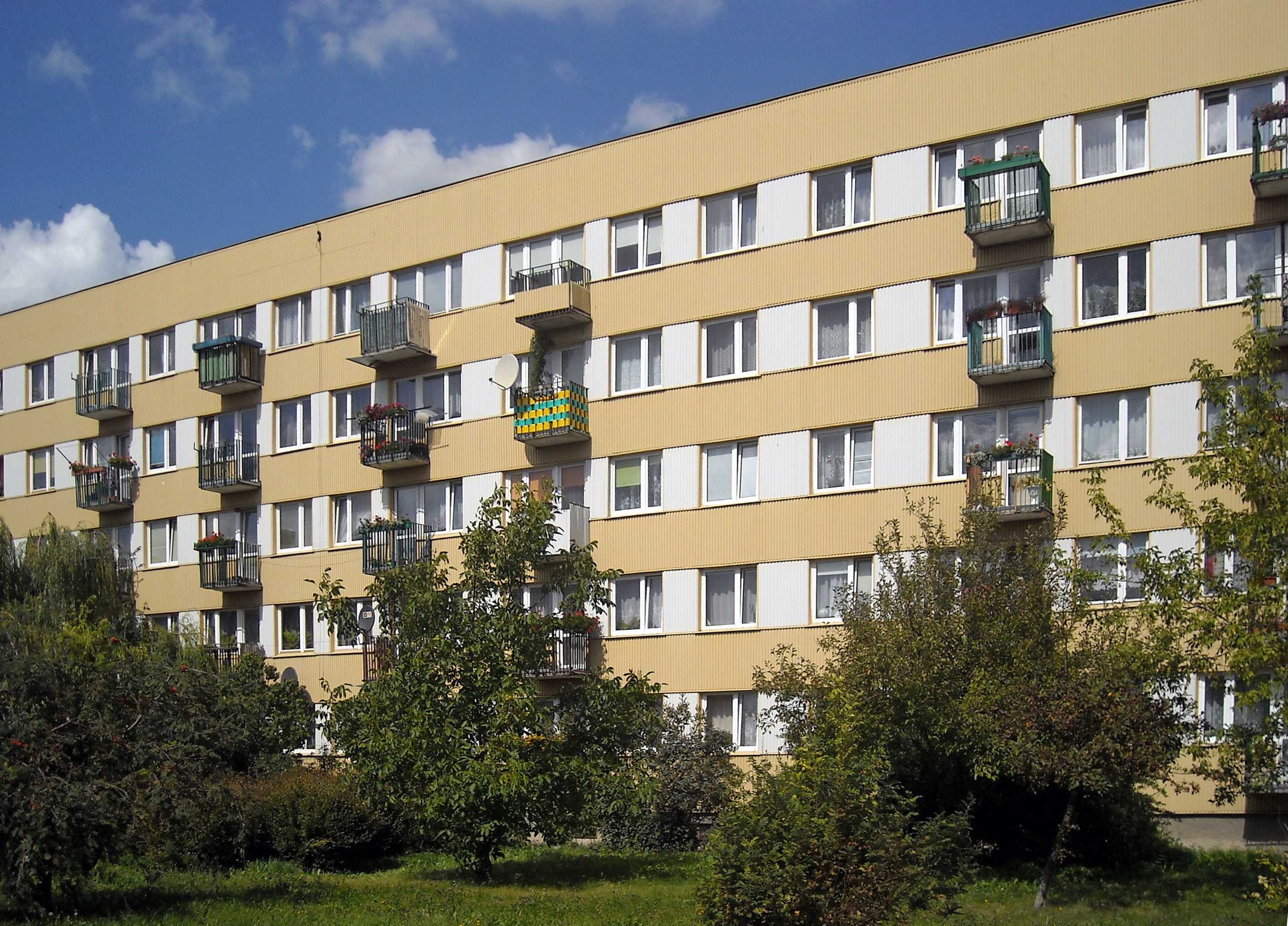
Jeden z bloków z wielkiej płyty przy ul. Samsonowicza

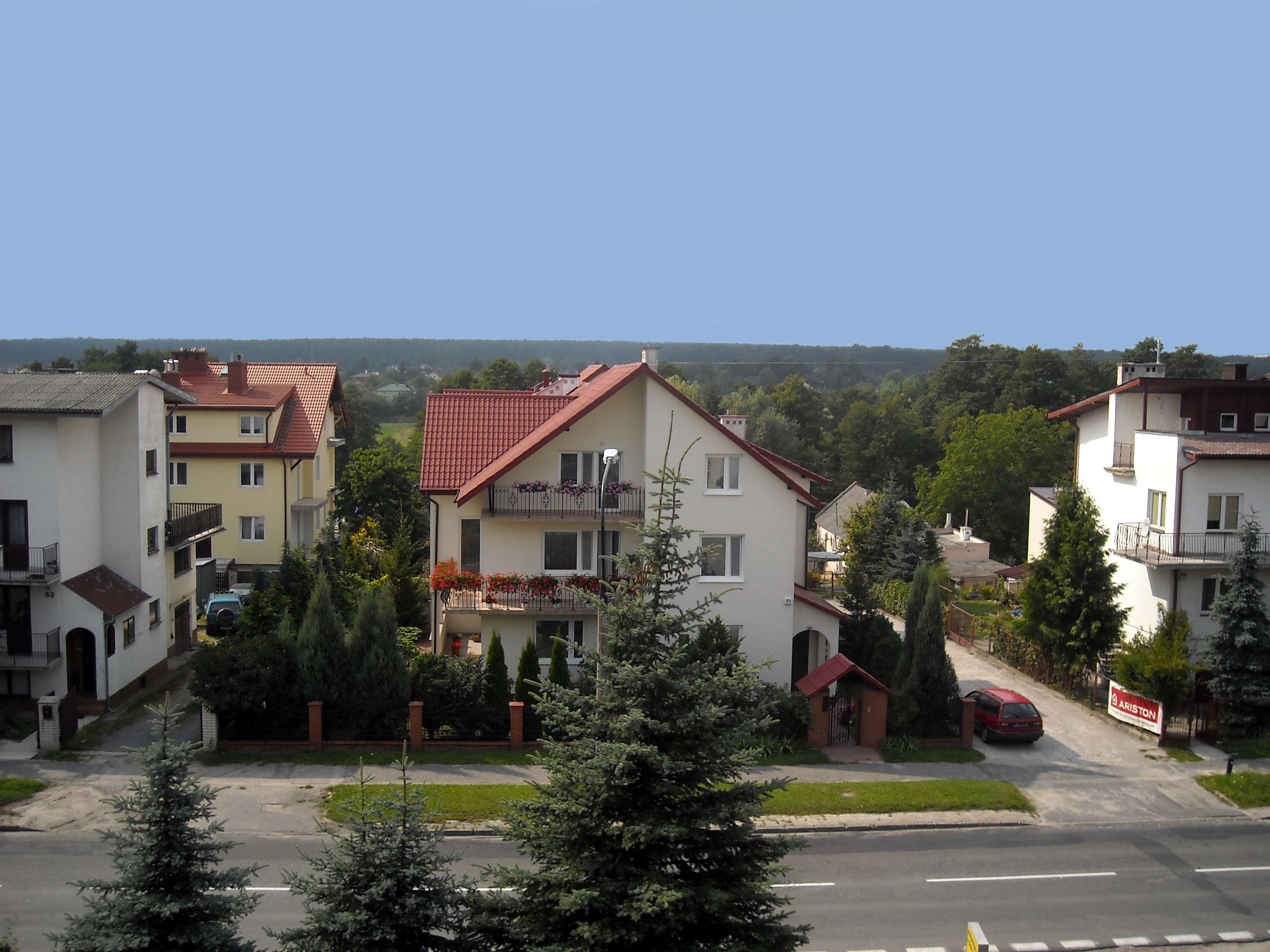
Domy przy ul. Romera

Osiedla mieszkaniowe skupiają się głównie w południowo-zachodniej części dzielnicy. W jej granicach administracyjnych znajdują się osiedla: Osiedle Nałkowskich, „Łąkowa”, „Słoneczny Dom”, „Zielone” i „Marina”. Najstarsze jest Osiedle Nałkowskich, które powstawało w latach 70. i 80. XX w. Osiedle „Łąkowa” powstało w latach 90., a „Słoneczny Dom” oraz „Zielone” to nowe osiedla (XXI w.).
Skupiska czteropiętrowych bloków mieszkalnych (typu klatkowiec) bezpośrednio sąsiadują z budynkami mieszkalnymi jednorodzinnymi wolnostojącymi lub w zabudowie bliźniaczej (np. przy ul. Romera), a dziesięciopiętrowych bloków mieszkalnych jest w dzielnicy Wrotków niewiele (tylko przy ul. Samsonowicza).
W centrum osiedla wzdłuż deptaka tzw. rodzinnego (w pobliżu siedziby Spółdzielni Mieszkaniowej im. W.Z. Nałkowskich) wybudowano nowoczesne bloki mieszkalne (koniec lat 90. XX w. i początek XXI w.), a wśród skupisk starszych i nowszych bloków powstało kilka placów zabaw dla dzieci.
Na Osiedlu „Słoneczny Dom” oraz „Osiedlu Zielonym” nie ma budynków wielkopłytowych. Dominuje tam nowoczesna zabudowa mieszkalna. Największe skupiska domów jednorodzinnych (parterowych, jednopiętrowych i wielopiętrowych) znajdują się przy ul. Nałkowskich oraz przy ul. Romera. Wiele domów parterowych przy ul. Nałkowskich (głównie nad rzeką) tworzyło kiedyś wiejską zabudowę Wrotkowa. Domy jednopiętrowe i wielopiętrowe zarówno wolno stojące, jak i w zabudowie bliźniaczej (głównie przy ul. Romera) w większości zostały wybudowane w latach 70., 80. i 90. XX w.

## Wyznania, parafie i kościoły

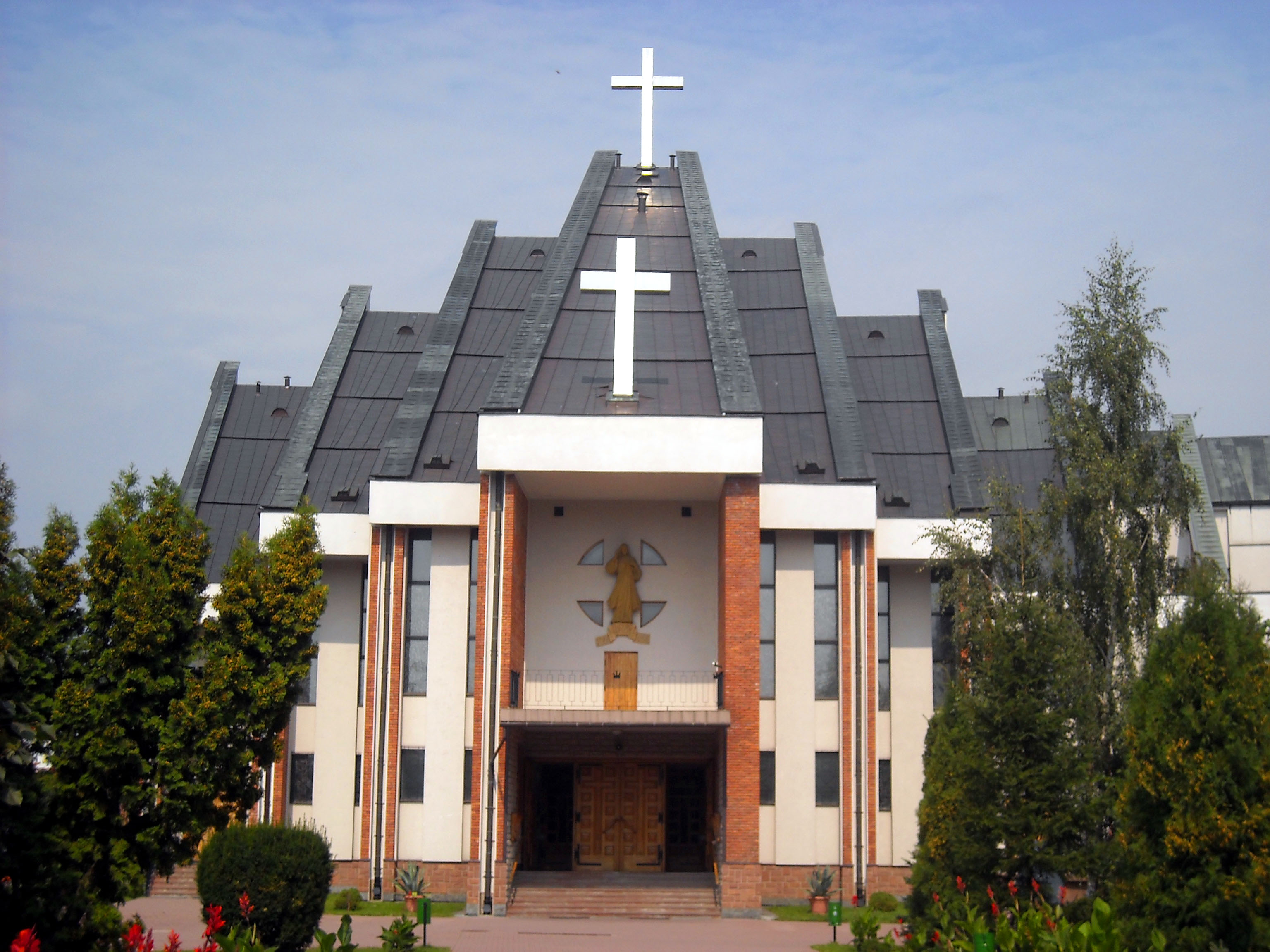
Główne wejście kościoła pw. Miłosierdzia Bożego w Lublinie

Na terenie Wrotkowa znajdują się dwa rzymskokatolickie kościoły parafialne (pw. Miłosierdzia Bożego i pw. Św. Jana Pawła II), a także dwa zbory Świadków Jehowy (Lublin-Nałkowskich oraz Lublin-Zemborzycka).

## Przemysł i usługi

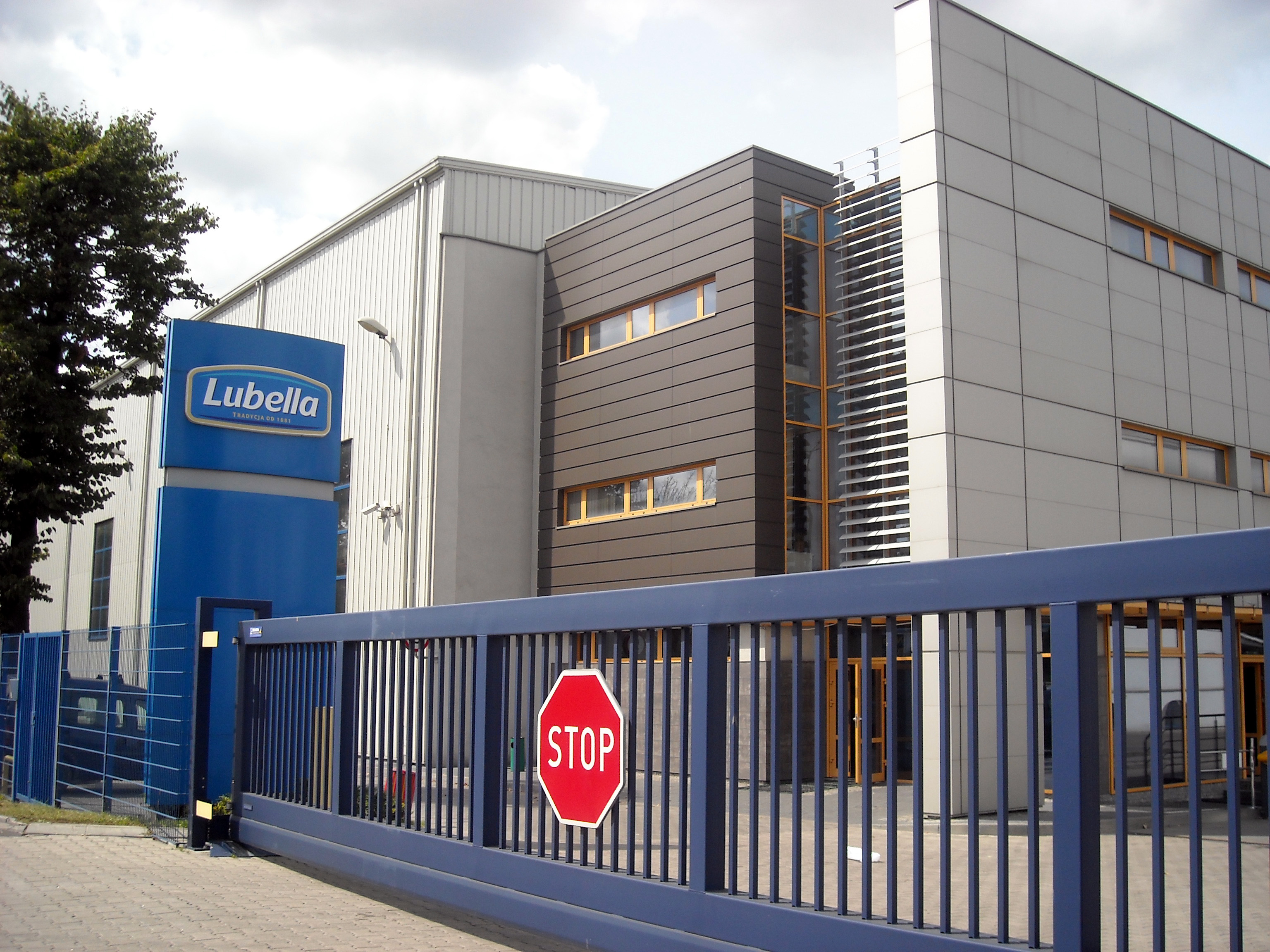
Siedziba Lubelli S.A. przy ul. Wrotkowskiej

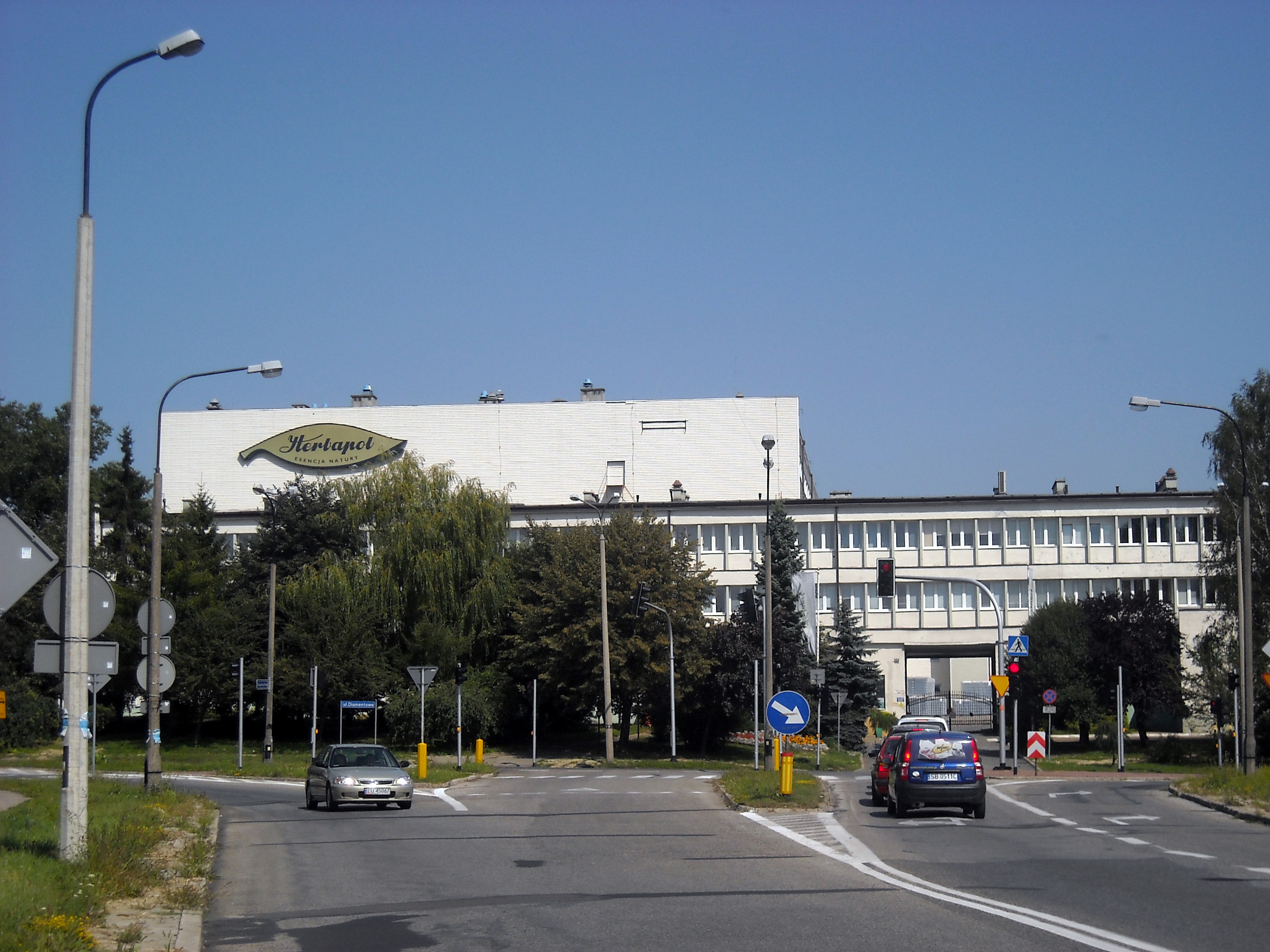
Herbapol Lublin S.A. przy ul. Diamentowej

Północno-wschodnia część dzielnicy ma charakter przemysłowy. Swoje siedziby mają tam m.in.: PGE Górnictwo i Energetyka Konwencjonalna S.A. Oddział Elektrociepłownia Lublin-Wrotków, Herbapol Lublin S.A., Lubella S.A., Sipma S.A., Lubelska Fabryka Maszyn Rolniczych S.A., Agroma w Lublinie Sp. z o.o., Spółdzielnia Pszczelarska APIS, Filia nr 26 GLS Poland Sp. z o.o., Elektromontaż-Lublin Sp. z o.o., Zakłady Tytoniowe w Lublinie S.A., Karpacka Spółka Gazownictwa Sp. z o.o. Oddział Zakład Gazowniczy w Lublinie, Przedsiębiorstwo Wielobranżowe ELPIE Sp. z o.o., FS HOLDING S.A. Zakład Przemysłu Drzewnego.
Większość obiektów usługowych zlokalizowana jest w niewielkich pasażach handlowo-usługowych przy deptaku tzw. rodzinnym przy ul. Nałkowskich, przy ul. Fulmana oraz przy ul. Domeyki, a także w lokalach prywatnych właścicieli domów jednorodzinnych przy ul. Romera.

## Pomoc społeczna
W dzielnicy Wrotków działają różne ośrodki pomocy społecznej i wsparcia:
- Środowiskowy Dom Samopomocy[24]
- Filia Nr 5 MOPR (Sekcja Pracy Socjalnej Nr 20)
- Dzienny Ośrodek Wsparcia – Centrum Aktywizacji i Rozwoju Seniorów Filii Nr 5 MOPR)
- Ośrodek Wspierania Rozwoju Stowarzyszenia „Jestem” (w ramach którego działa Niepubliczna Placówka Wychowania Pozaszkolnego „Akademia Przedszkolaka” oraz Przedszkole Niepubliczne „Akademia Wesołych Przedszkolaków”)[25]
- Niepubliczna Poradnia Psychologiczno-Pedagogiczna przy Ośrodku Wspierania Rozwoju w Lublinie[26]
- Towarzystwo „Nowa Kuźnia” (dawniej Lubelskie Towarzystwo Zapobiegania Patologiom Społecznym „Kuźnia”)[27]

## Oświata i wychowanie
W dzielnicy Wrotków funkcjonują:

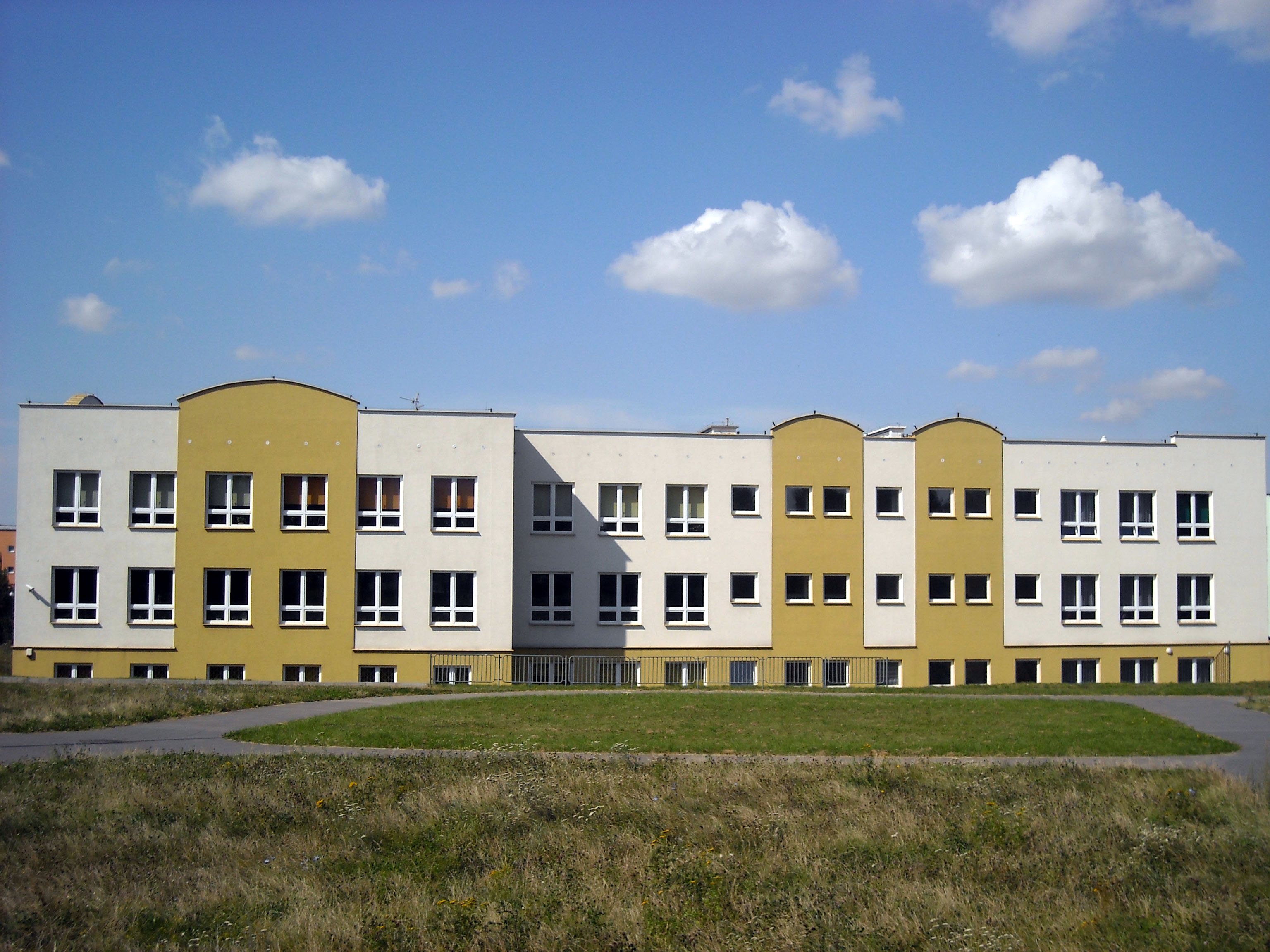
Gimnazjum nr 3 w Lublinie

- żłobek – Żłobek nr 8 Miejski Zespół Żłobków[28]
- przedszkola – Przedszkole nr 66 (publiczne), Przedszkole nr 78 (publiczne), Przedszkole Niepubliczne „Akademia Wesołych Przedszkolaków”[29], Niepubliczne Przedszkole „Martynka”[30]
- szkoła podstawowa – Szkoła Podstawowa nr 30[31]
- gimnazja – Gimnazjum nr 3[32] oraz Gimnazjum nr 4 i Gimnazjum Dla Dorosłych
- zespół szkół młodzieżowych i dla dorosłych (technikum, zasadnicza szkoła zawodowa) – Zespół Szkół nr 6[33]

## Kultura
Działalność kulturalną prowadzą różne współpracujące ze sobą w tym zakresie instytucje (szkoły, parafia, rada dzielnicy, ośrodki pomocy społecznej i wsparcia) oraz:
- Filia nr 31 Miejskiej Biblioteki Publicznej im. Hieronima Łopacińskiego w Lublinie[34],
- Klub Osiedlowy „Źródło” Spółdzielni Mieszkaniowej im. W.Z. Nałkowskich (osiedlowy klub kultury finansowany przez Wydział Kultury Urzędu Miasta Lublin)[35].

## Sport, rekreacja i wypoczynek

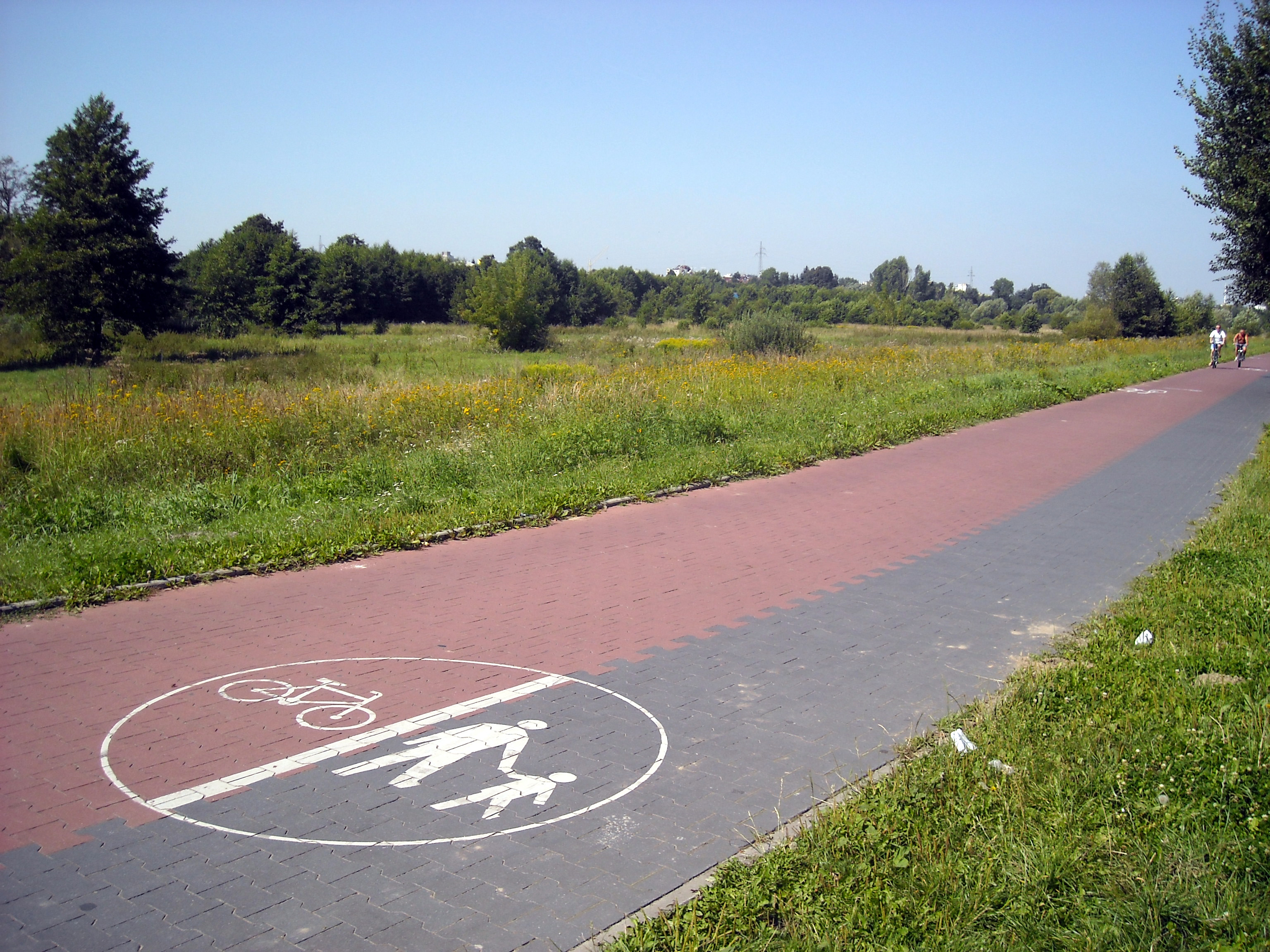
Odcinek lubelskiej ścieżki rowerowej w dzielnicy Wrotków

Wrotków znajduje się w bezpośrednim sąsiedztwie Bystrzycy, wzdłuż której prowadzi lubelska ścieżka rowerowa wprost na ul. Żeglarską i nad Zalew Zemborzycki. Inną atrakcją we Wrotkowie był Tor Kartingowy „Lublin” Polskiego Związku Motorowego przy ul. Zemborzyckiej 85, w miejsce którego zaplanowano zabudowę mieszkalną.
Poza tym na Wrotkowie ma siedzibę Zarząd Okręgu Polskiego Związku Wędkarskiego w Lublinie, znajduje się kompleks sportowy z krytym basenem, torem dla rolkarzy i nowoczesnym boiskiem ze sztuczną murawą (obiekty sportowe Szkoły Podstawowej nr 30 oraz Gimnazjum nr 3 w Lublinie), a także działa Osiedlowe Stowarzyszenie Kultury Fizycznej „VROTCOVIA” (inicjatywa absolwentów Szkoły Podstawowej nr 30 i Gimnazjum nr 3 w Lublinie), które przekształca się w ligowy półprofesjonalny klub piłkarski Vrotcovia Lublin.